# اتوود (ویسکانسین)
اتوود (به انگلیسی: Atwood) یک منطقهٔ مسکونی در ایالات متحده آمریکا است که در گرین گروو واقع شده است. اتوود ۳۹۴٫۱۱ متر بالاتر از سطح دریا واقع شده است.